# Zaouiat Sidi Kacem
Zaouiat Sidi Kacem  (in arabo زاوية سيدي قاسم‎?) è un centro abitato e comune rurale del Marocco situato nella provincia di Tétouan, regione di Tangeri-Tetouan-Al Hoceima. Conta una popolazione di 11 537 abitanti (censimento 2014).